# Marc Pincherle
Marc Pincherle, né à Constantine le 13 juin 1888 et décédé à Paris 14e le 20 juin 1974, est un musicologue, critique musical et collectionneur français, élève entre autres de Louis Laloy, André Pirro et Romain Rolland.

## Biographie
Marc Pincherle naît à Constantine (Algérie française) le 13 juin 1888,.
Il est élève au Prytanée militaire de La Flèche puis au lycée Henri IV, à Paris, avant d'étudier à la Sorbonne auprès de Romain Rolland, Louis Laloy et André Pirro,.
À partir de 1913, moment de sa décision de consacrer sa thèse de doctorat à la vie et l'œuvre d'Antonio Vivaldi, ses travaux permirent la redécouverte de nombreux compositeurs baroques, dont Vivaldi, Corelli et Leclair. Il est l'auteur du premier catalogue de l’œuvre de Vivaldi : le P suivi d'un nombre sur les éditions et enregistrements un peu anciens de Vivaldi renvoie au classement de Pincherle. Mais on utilise désormais plus souvent le catalogue plus récent de Ryom, désigné par les lettres RV.
Il fut l'un des membres fondateurs de l'Académie Charles-Cros.
Marc Pincherle fut également conseiller artistique de la firme Pleyel, rédacteur en chef du Monde musical entre 1927 et 1930 et critique musical de l'hebdomadaire Les Nouvelles littéraires. Président à partir de 1948 de l'Académie Charles Cros, il est aussi vice-président (de 1945 à 1948), président (de 1948 à 1956) puis président honoraire (à partir de 1956) de la Société française de musicologie, secrétaire général du Festival d'Aix-en-Provence de 1950 à 1963, et était membre de l'Académie royale de Belgique et membre honoraire de la Royal Musical Association de Londres,,.
Il est mort à Paris (14e arrondissement de Paris) le 20 juin 1974 et est enterré au cimetière de Passy (3e division).
En 1975, sa bibliothèque, contenant des livres sur le violon, de la musique pour cordes, des compositions autographes et des lettres, a été vendue aux enchères.

## Écrits
- L'orchestre de chambre, Paris, Larousse, coll. « Formes, écoles et œuvres musicales », 1948, 74 p. (OCLC 250247733)
- Vivaldi : Génie du baroque (1948)
- Jean-Marie Leclair l’aîné (La Colombe, Paris, 1952)
- Corelli et son temps (Éditions Le Bon Plaisir, Paris, 1954)
- Le Monde des virtuoses (Flammarion, 1961)
- Marc Pincherle, Le violon, Paris, PUF, coll. « Que sais-je? » (no 1196), 1966, 128 p. (OCLC 9156079, BNF 34559668)
- Tartiniana (CEDAM, Padua, 1972)

### Articles
- « Le Violon », avec A. Lefort, dans Albert Lavignac et Lionel de La Laurencie (Dir.), Encyclopédie de la musique et dictionnaire du conservatoire, vol. 1–11, Paris, Delagrave, 1913–1931 (OCLC 269272, BNF 37069136, lire en ligne), p. 1894-1835
- Albert Roussel, Histoire de la musique II, Pléiade, 1963, pp. 949-964.